# Гуццанти, Паоло
Паоло Гуццанти (итал. Paolo Guzzanti; 1 августа 1940, Рим) — итальянский журналист и политик. Бывший член Итальянской социалистической партии. В 2001—2008 входил в состав Сената Италии. С 2008 года — депутат нижней палаты итальянского парламента.

## Биография
Родился в 1940 году в Риме. Является племянником Элио Гуццанти и отец Коррадо, Сабины и Катерины.
В 2002 году возглавил парламентскую «комиссию Митрохина», названную так по имени сотрудника архивного отдела Первого главного управления КГБ СССР Василия Митрохина, бежавшего в 1992 году в Великобританию. С расследованием этой комиссия был связан убитый позже Литвиненко.
2 февраля 2009 года вышел из партии Народ свободы и вступил в Итальянскую либеральную партию, секретарем которой был избран 20 февраля.